# Стад Ренар
«Стад Ренар» (фр. Stade Renard) — камерунский футбольный клуб из города Мелонг, выступающий в чемпионате Камеруна. Домашней ареной клуба является местный муниципальный стадион, вместимостью в одну тысячу человек.

## История
Дата основания клуба не установлена. По итогам 2016 года команда заняла первое место во втором дивизионе и вышла в чемпионат Камеруна. В дебютном сезоне на высшем уровне «Стад Ренар» занял пятое место и с тех пор является постоянным участником лиги.
В 2019 году команда дошла до финала Кубка Камеруна, где обыграла ФАП Яунде со счётом 3:2. Победа позволила «Стад Ренару» сыграть в Суперкубке Камеруна 2019 года, где подопечные Бертена Эбвелле обыграли УМС де Лоум (3:1).
Перед сезоном 2022/23 главным тренером стал Оливье Нанкам, пригласивший в команду 20 новых игроков. Лучший результат в чемпионате команда показала в сезоне 2023/24, став третьей по итогам турнира.
В составе команды в разное время играли футболисты, имеющие опыт выступления за национальную сборную Камеруна, такие как Стив Киуни, Эммануэль Мбонго и Альфред Мейонг.

## Достижения
- Победитель Кубка Камеруна: 2019
- Победитель Суперкубка Камеруна: 2019

## Последние результаты
| Сезон   | Див. | Место | Кубок Камеруна |
| ------- | ---- | ----- | -------------- |
| 2016    | II   | 1     | 1/32 финала    |
| 2017    | I    | 5     |                |
| 2018    | I    | 13    | 1/16 финала    |
| 2019    | I    | 6     | Победитель     |
| 2019/20 | I    | 13    |                |
| 2020/21 | I    | 5     | 1/16 финала    |
| 2022    | I    | 7     | 1/16 финала    |
| 2022/23 | I    | 7     | 1/8 финала     |
| 2023/24 | I    | 3     | 1/8 финала     |
| 2024/25 | I    |       |                |